# Ivan Venini
Ivan Venini (Milano, 26 maggio 1970) è un attore italiano.

## Biografia
Dopo i corsi di recitazione presso la Scaletta di Roma e presso il CTA (Centro Teatro Attivo di Milano), lavora nel cinema, nei fotoromanzi e soprattutto nelle fiction televisive.
Oltre che in Italia, ha recitato in produzioni della televisione svizzera italiana (TSI).
Fra le varie fiction tv italiane, ricordiamo: In nome della famiglia (1995), regia di Vincenzo Verdecchi, Positano (1996), regia di Vittorio Sindoni, le due stagioni della miniserie tv Commesse, dirette da Giorgio Capitani, con cui ha lavorato anche in un episodio de Il maresciallo Rocca e di Un prete tra noi, Madre Teresa (2003) ed Elisa di Rivombrosa 2 regia di Cinzia TH Torrini (2005). Inoltre ha recitato anche nella soap opera di Rai 3, Un posto al sole.
Tra gli altri lavori troviamo anche L'ispettore Giusti per la regia di Sergio Martino, Ragazzi della notte di Jerry Calà, Vento di primavera - Innamorarsi a Monopoli e Prigionieri di un incubo di Franco Salvia, e Come sinfonia di Ninì Grassia.

## Filmografia

### Cinema
- Ragazzi della notte, regia di Jerry Calà (1995)
- Vento di primavera - Innamorarsi a Monopoli, regia di Franco Salvia (2000)
- Prigionieri di un incubo, regia di Franco Salvia (2001)
- Come sinfonia, regia di Ninì Grassia (2002)

### Televisione
- In nome della famiglia, regia di Vincenzo Verdecchi (1995)
- Positano, regia di Vittorio Sindoni (1996)
- Il maresciallo Rocca - Episodio: Un delitto diverso, regia di Giorgio Capitani (1996)
- Un prete tra noi, regia di Giorgio Capitani (1997)
- Il cuore e la spada, regia di Fabrizio Costa (1998)
- La stanza della fotografia, regia di Antonio Bonifacio (1999)
- Non lasciamoci più, regia di Vittorio Sindoni (1999)
- L'ispettore Giusti, regia di Sergio Martino - Episodio: Caterina cuore matto (1999)
- Commesse, regia di Giorgio Capitani (1999)
- Commesse 2, regia di Giorgio Capitani (2000)
- Turbo, regia di Antonio Bonifacio (2000)
- Madre Teresa, regia di Fabrizio Costa (2003)
- Un posto al sole, registi vari (2003)
- Elisa di Rivombrosa 2, regia di Cinzia TH Torrini e Stefano Alleva (2005)